# Religión minoritaria
Una religión minoritaria es aquella religión que es profesada por una minoría de un país, región o territorio determinado. En algunas situaciones, las minorías religiosas son sometidas al estigma social, los prejuicios, la segregación e intolerancia religiosa, la persecución por motivos religiosos y otro tipo de discriminaciones, especialmente si son la práctica religiosa de una minoría étnica. Uh ejemplo discriminatorio en este sentido, es cuando a algunas religiones, sobre todo los nuevos movimientos religiosos, son tratados de «culto» o «secta» con una connotación e intención negativa, restrictiva y peyorativa, aunque no reúnan las condiciones para serlo.

## Legislaciones

### Situaciones nacionales
La situación en la que se encuentra cada religión minoritaria en un país o territorio es heterogénea, obedeciendo a cada lugar y época determinada. En países donde se encuentran establecidas y garantizadas dentro de su ordenamiento jurídico las libertades de culto y expresión, como también el derecho de reunión, indistintamente si se trata de un Estado confesional o laico, es posible que gocen de mejores condiciones para poder ejercer libremente su espiritualidad sin ser marginalizados de la vida pública ni objeto de represión y persecución, muy especialmente de las religiones que promueven el diálogo interreligioso y la integración social dentro de un territorio en específico. Asimismo, se han visto esfuerzos de algunas legislaciones para crear leyes antidiscriminación que también incluya los motivos religiosos, ayudando a reforzar la protección de los grupos cuantitativamente minoritarios y buscando la convivencia pacífica con las mayorías. 
En los últimos años, estas leyes han ido de la mano con el desarrollo de políticas públicas para los migrantes. En esa línea, el Índice de Políticas de Integración de Migrantes (conocido por su sigla en inglés  MIPEX) elabora informes y ránquines donde estudia y analiza las legislaciones antidiscriminatorias de todos los países y territorios del mundo, incluyendo la variante por motivos religiosos.

### Ámbito internacional
A nivel internacional, la Declaración Universal de los Derechos Humanos protege la libertad religiosa y el derecho de las minorías religiosas a profesar libremente su fe en su Art. 18. Asimismo, la Convención Europea de Derechos Humanos lo hace por su parte en su Art. 9.  De las instancias nacionales, la Comisión de los Estados Unidos para la Libertad Religiosa Internacional es una comisión gubernamental federal estadounidense creada en 1998, entidad dedicada a revisar las violaciones a la libertad religiosa en el plano internacional, elaborando recomendaciones para el presidente, al secretario de Estado y al Congreso. Ella ha publicado informes y estudios sobre abusos cometidos a minorías religiosas alrededor del mundo.